# Cima San Giacomo
La Cima San Giacomo (2.742 m s.l.m. - Jakobsspitze in tedesco) è una montagna delle Alpi Retiche orientali (sottosezione Alpi Sarentine).
Si può salire sulla vetta partendo da Sarentino e passando dal Rifugio Forcella Vallaga.